# Alone (The Walking Dead)
«Solo» —título original en inglés: «Alone»— es el decimotercer episodio de la cuarta temporada de la serie de televisión de horror, posapocalíptica The Walking Dead, La cadena AMC lo emitió en los Estados Unidos, el 9 de marzo de 2014, la cadena FOX hizo lo propio en España e Hispanoamérica el día 10 del mismo mes, respectivamente.
Se explora el pasado de Bob Stookey, y se revela el motivo de su perspectiva optimista recientemente modificada. Este episodio marca el comienzo de la relación entre Bob y Sasha, así como también el misterioso [secuestro] de Beth Greene, después de haber pasado mucho tiempo relacionándose con Daryl Dixon. Maggie Greene se esfuerza para encontrar marido Glenn (Steven Yeun) y la renuencia de Sasha a viajar más a Terminus también se exploran, lo que hace que el grupo se separe, antes de que se encuentran y luego prometen no volver a estar solos.
El título del episodio se refiere a Bob Stookey, que ha sido el único superviviente de dos grupos anteriores, y a Daryl Dixon, que está solo después de que Beth es misteriosamente secuestrada.

## Argumento
En un flashback se ve a un desaliñado, sucio y abatido Bob Stookey (Lawrence Gilliard Jr) vagar sin rumbo por el bosque, evadiendo de forma paupérrima y sin ganas a los caminantes que le salen al paso, evidentemente desesperanzado del mundo. El hombre guarda refugio en una cueva y luego duerme sobre el techo de un camión tráiler. Luego de caminar por días, el muchacho es encontrado por Daryl (Norman Reedus) en su motocicleta y Glenn (Steven Yeun) dentro de una camioneta, quienes le hacen las tres preguntas de rutina y entonces lo invitan a mudarse con ellos a la prisión. Daryl y Glenn se sorprenden por la facilidad con la que el hombre acepta y además porque no hace pregunta alguna, pero entonces Bob les aclara que no le importaba quiénes eran.
En el presente, Bob, Sasha (Sonequa Martin-Green), y Maggie (Lauren Cohan) permanecen juntos después del ataque a la prisión, Maggie insiste en buscar a Glenn. Bob es casi mordido por un caminante, pero la mordida solo rasga sus vendajes. Sasha, que ha llegado a apreciar a Bob, se siente aliviada. Mientras viajan, descubren un letrero cerca de las vías del tren que les ordena refugiarse en Terminus. Bob recuerda una transmisión de radio que había escuchado en un recorrido de suministro sobre Terminus y sugiere que vayan allí; Maggie está de acuerdo, creyendo que Glenn puede haber llegado allí también. Sasha, creyendo que deberían buscar otras señales de la supervivencia de Glenn, reconoce a los demás. Cuando levantaron el campamento esa noche, Maggie decide irse sola, dejando una nota a los demás, siente que es demasiado peligroso para ellos unirse a ella. Los dos partieron para seguirla. Encuentran otra señal para Terminus, junto con una nota escrita con sangre de Maggie a Glenn, diciéndole que vaya a Terminus, y saben que están en el camino correcto. Algún tiempo después, llegan a una pequeña ciudad ferroviaria, pero no hay señales de Maggie. Sasha sugiere que podrían hacer de este un campamento permanente, pero Bob se niega, y quiere continuar hacia Terminus. Después de besar a Sasha, él se va solo. Sasha, mientras lo mira alejarse, ve el cuerpo de Maggie en medio de una pila de cadáveres de caminantes. En su sorpresa, ella golpea una ventana, atrayendo a caminantes cerca. Maggie, que solo había usado los cadáveres de los caminantes para ocultarse mientras dormía, se despierta y ayuda a Sasha a matar a los caminantes. Acuerdan ponerse al día con Bob y continuar hacia Terminus. Más tarde, Glenn también ve uno de los signos de Terminus.
En otro lugar, Daryl le enseña a Beth (Emily Kinney) cómo rastrear y cómo usar su ballesta. Cuando un caminante los sorprende, se dan la vuelta para huir, pero Beth queda atrapada en una trampa para animales y Daryl se ve obligada a cargarla. Llegan a una gran casa que da a un cementerio. Daryl los protege por dentro y descubren que es una funeraria sorprendentemente bien cuidada; las habitaciones están limpias, hay una provisión de alimentos, y varios caminantes muertos están vestidos con ropa formal como para un funeral. Daryl cree que alguien ha estado guardando el lugar pero no puede encontrar a esa persona. Toman algunas de las disposiciones, y Beth deja una nota agradeciendo a su proveedor. Mientras esperan a que pase la noche, Daryl oye a un perro ladrar en la puerta, pero cuando va a ver, el perro huye. Algún tiempo después, el perro ladra nuevamente, pero cuando Daryl abre la puerta, un grupo de caminantes inunda la casa. Él retiene a la horda y le da a Beth tiempo para escapar por la ventana trasera antes de seguirla. Sale de la casa justo a tiempo para ver un auto que se marcha con una cruz blanca en la ventana trasera. Al ver la bolsa de Beth cerca, se da cuenta de que ha sido secuestrada e intenta perseguir el automóvil sin éxito. Después de un rato caminando, Daryl se derrumba y se encuentra rodeado por varios hombres armados, el mismo grupo que previamente invadió la casa en la que Rick, Carl y Michonne se alojaban. Al principio deseaban matar a Daryl y quitarles sus pertenencias, pero este se lanza de un derechazo al líder Joe (Jeff Kober), quien admirado por su valentía y su capacidad de manejo del arco pide a sus hombres que todos bajen sus armas y le pide a Daryl que se una a su grupo, a cambio de no matarlo.

## Producción
"Alone" fue escrito por el productor supervisor Curtis Gwinn; es su segundo crédito de escritura para la serie. El episodio fue dirigido por el director habitual de The Walking Dead Ernest Dickerson. Este episodio se centra por completo en los personajes de Bob Stookey (Lawrence Gilliard Jr.), Sasha Williams (Sonequa Martin-Green), Maggie Greene (Lauren Cohan), Daryl Dixon (Norman Reedus) y Beth Greene (Emily Kinney) y Glenn Rhee (Steven Yeun) tiene una breve aparición. Andrew Lincoln (Rick Grimes), Danai Gurira (Michonne), Chandler Riggs (Carl Grimes), y Melissa McBride (Carol Peletier) se acreditan pero no aparecen. Chad L. Coleman (Tyreese) también está ausente, pero se le acredita como "also starring". Jeff Kober repite su papel de actor invitado como Joe en el episodio "Claimed".
La canción presentada al principio y al final del episodio es "Blackbird Song" por Lee DeWyze. La canción también apareció en la banda sonora de la temporada 'The Walking Dead (AMC Original Soundtrack), vol. 2 . La canción debutó en el cuadro "Pop Digital Songs" de "Billboard" en el número veintinueve.

## Recepción

### Audiencia
Tras la transmisión, el episodio fue visto por 12.65 millones de televidentes estadounidenses, y recibió una calificación de 18-49 de 6.3. Tras la transmisión, el episodio fue visto por 12.65 millones de televidentes estadounidenses, y recibió una calificación de 18-49 de 6.4.

### Recepción crítica
El episodio recibió críticas muy positivas. Los críticos elogiaron la redacción, la desaparición de Beth, la reintroducción de Joe y los merodeadores y el desarrollo del personaje de Bob Stookey. Phil Dyess-Nugent de The A.V. Club le dio al episodio una calificación A-, diciendo "En lo que los historiadores se referirán en el futuro como la era post-Gobernador de The Walking Dead", el programa ha intervenido para llenar el vacío dejado por el conclusión de Breaking Bad. Este es ahora el espectáculo de género muy lento, contemplativo y basado en personajes de AMC que puede durar mucho tiempo entre estallidos de sangriento caos, brotes que funcionan como ritmos en la acción pero que apenas amenazan con eclipsar los momentos más tranquilos." Roth Cornet de IGN le dio al episodio una puntuación de 7.8 sobre 10.